# 387 Dywizja Piechoty (III Rzesza)
387 Dywizja Piechoty (niem. 387. Infanterie-Division) – niemiecka dywizja z czasów II wojny światowej, sformowana na poligonie Döllersheim na mocy rozkazu z 1 lutego 1942 roku, w 18. fali mobilizacyjnej w XVII Okręgu Wojskowym.

## Struktura organizacyjna
- Struktura organizacyjna w lutym 1942 roku:

541., 542. i 543. pułk piechoty, 387. pułk artylerii, 387. batalion pionierów, 387. oddział przeciwpancerny, 387. oddział łączności;
- Struktura organizacyjna w marcu 1943 roku:

525., 537. i 542. pułk grenadierów, 387. pułk artylerii, 387. batalion pionierów, 387. oddział rozpoznawczy, 387. oddział przeciwpancerny, 387. oddział łączności, 387. polowy batalion zapasowy;
- Struktura organizacyjna w grudniu 1943 roku:

525., 537. i 542. pułk grenadierów, 387. pułk artylerii, 387. batalion pionierów, 387. batalion fizylierów, 387. oddział przeciwpancerny, 387. oddział łączności, 387. polowy batalion zapasowy;

## Dowódcy dywizji
- Generalleutnant Arno Jahr 1 II 1942 – 15 I 1943;
- Generalmajor Eberhard von Schuckmann 15 I 1943 – 6 V 1943;
- Generalmajor Erwin Menny 6 V 1943 – 10 VII 1943;
- Oberst Werner von Eichstädt 12 X 1943 – 24 XII 1943;
- Generalmajor Eberhard von Schuckmann 24 XII 1943 – 8 III 1944;